# 小川陽子
小川 陽子（おがわ ようこ、1989年2月8日 - ）は日本の女子プロゴルファー。広島県福山市出身。

## 経歴
7歳よりゴルフを始め、歯科医の父と親交があった同郷の男子プロ今田竜二からグリップの手ほどきを受けた 。同じく男子プロの谷原秀人から指導を受けた経験もある。香川西高校、専修大学ゴルフ部を経て2014年プロテストに合格。飯田通商所属。コーチは下田次郎。

## 成績

### アマチュア
- 2008年　関東女子学生ゴルフ選手権　優勝
- 2009年　中国女子アマチュアゴルフ選手権 優勝

### プロ
- 2014年　フンドーキンレディース　2位
- 2015年　マイナビ シニア&レディースカップ　優勝
- 2017年　フジサンケイレディスクラシック 37位T

## 契約先
- 所属- 飯田通商
- クラブ- ブリヂストン
- ボール- ブリヂストン
- シューズ- ブリヂストン